# Joaquim Augusto de Barros
Joaquim Augusto de Barros (Peso da Régua, 23 de julho de 1837 - Alvações do Corgo, 1 de março de 1904) foi um prelado português da Igreja Católica, bispo de Santiago de Cabo Verde.

## Biografia
Filho de Francisco Manuel de Barros e de Maria Máxima de Barros, cedo cursou as aulas de preparatórios em Vila Real, sob a supervisão do seu tio, o Padre José Justino de Carvalho, com quem foi morar e, em seguida, fez o curso de Teologia no Seminário do Porto.
Provavelmente foi ordenado padre em 1862, pois neste ano, foi nomeado reitor da freguesia de São Salvador de Torgueda, no concelho de Vila Real, na Arquidiocese de Braga. Ali, era tido como afetuoso, caridoso e humilde.
Em 13 de março de 1884, foi apresentado pelo ministro Manuel Pinheiro Chagas como bispo de Santiago de Cabo Verde. O Papa Pio X confirmou a nomeação em 27 de março e, em 18 de maio, foi consagrado na Igreja do Santíssimo Sacramento de Lisboa por Dom Vincenzo Vannutelli, núncio apostólico em Portugal. Ainda em junho, partiu para a Sé.
Em Cabo Verde, além do zelo com a prática do múnus pastoral, empenhou-se em reorganizar e melhorar as condições do seminário local, inclusive convidando para administrá-lo em 1888 como vice-reitor a Francisco Ferreira da Silva, futuro bispo-prelado de Moçambique.
Em 1890, vai a Portugal a fim de tratar de negócios da diocese, em busca de melhorias e foi visitar sua antiga paróquia, em Torgueda. Aproveitando a estadia na Europa, foi a Roma, onde foi recebido pelo Papa Leão XIII. Voltando a Lisboa, conseguiu a nomeação de pessoal para o serviço da Sé e do Seminário de Cabo Verde e partiu para a diocese em 6 de junho de 1893.
O Papa Leão XIII o nomeou prelado assistente ao sólio pontifício. Em 1899, voltou a Portugal por motivo de serviço e em busca de tratamento para sua debilitada saúde.
Morreu em 1 de março de 1904, em seu solar em Alvações do Corgo, sem ter retornado à sua Sé.